# Noord-Scharwoude
Noord-Scharwoude (en frisón occidental, Noôrd-Skerwou) es un pueblo neerlandés del municipio de Langedijk.
Noord-Scharwoude fue un municipio independiente desde 1817 hasta 1941, año este último en el que se fundó el nuevo municipio: Langedijk.